# Jan Tijmen Nijsingh
Jan Tijmen Nijsingh (Westerbork, 15 september 1736 -  aldaar, december 1804) was een Nederlandse schulte.

## Leven en werk
Nijsingh was een zoon van de schulte van Westerbork Hendrik Nijsingh en Aaltien Oldenhuis. Van vaderszijde waren al zijn voorvaders in rechte lijn schulte van Westerbork geweest. Zijn oudst bekende voorvader Luitge Nijsingh werd in 1566 door Eigenerfden en Ridderschap van Drenthe aangesteld tot schulte van Westerbork en in 1575 door Filips II.
Nijsingh volgde in 1765 zijn broer Fredericus op als schulte van Westerbork. Fredericus was schulte van Westerbork geworden na het overlijden van hun vader Hendrik in 1754. Hij gaf echter in 1765 de voorkeur aan een militaire loopbaan. en werd vaandrig. Nijsingh was 39 jaar schulte van Westerbork, van 1765 tot 1804. Hij overleed in december 1804 en werd als schulte van Westerbork opgevolgd door zijn zoon Hendrik.
Nijsingh werd door de patriot Carel de Vos van Steenwijk getypeerd als een goed patriot, zoals zijn hele familie Nijsingh.
Nijsingh trouwde op 21 november 1771 te Gasselte met Wilhelmina Alingh, dochter van de schulte van Gasselte Jan Alingh en Roeloffien Huising. Hun zoon Jan werd maire en schulte van de Wijk, hun zoon Hendrik werd schulte van Westerbork en hun zoon Lucas werd gedeputeerde van Drenthe.